# 高性能計算集群
高性能計算集群（英語：High-Performance Computing Cluster，HPCC），也被稱為數據分析超級計算機（英語：Data Analytics Supercomputer，DAS），是一個由律商聯訊風險解決方案（LexisNexis Risk Solutions）發展的開放源代码數據密集型計算系統平台。

## 軟體結構
高性能計算集群系統的軟體結構包括數據精煉（Data Refinery）計算集群Thor、數據輸送（Data Delivery）計算集群Roxie、常用中間件、外部通訊層、提供終端用戶服務和系統管理工具的客戶機接口以及支持系統監控和外部數據存和取的組件。HPCC系統既可以僅僅包含Thor集群，也可以同時包含Thor集群和Roxie集群。

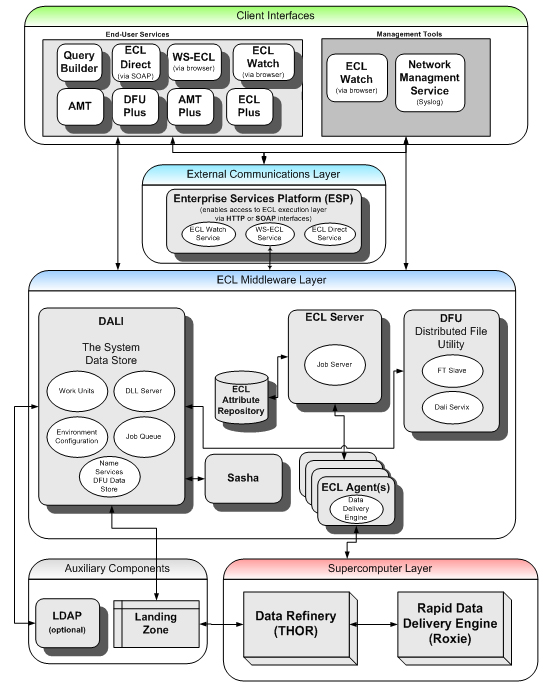
HPCC系統軟體結構

## 類似系統
- Apache Hadoop